# Skupina naprednega zavezništva socialistov in demokratov
Napredno zavezništvo socialistov in demokratov (kratica: S&D) je politična skupina v Evropskem parlamentu Stranke evropskih socialistov (PES). Napredno zavezništvo socialistov in demokratov je bilo uradno ustanovljeno kot skupina socialistov 29. junija 1953 in s tem je druga najstarejša politična skupina v Evropskem parlamentu, takoj za skupinoZveza liberalcev in demokratov za Evropo (ALDE). Današnje ime so sprejeli 23. junija 2009. Levosredinsko usmerjena skupina večinoma sestavljajo socialdemokratske stranke in je povezana s Progresivnim zavezništvom in Socialistično internacionalo.
Do volitev v Evropski parlament leta 1999 je bila največja skupina v parlamentu, od takrat pa vedno druga največja skupina. Med 8. sklicem parlamenta EU je bila S&D edina parlamentarna skupina, ki je zastopala vseh 27 držav članic EU. V sedanjem sklicu Evropskega parlamentu ima S&D 146 evropskih poslancev iz 25 držav članic.
V Evropskem svetu osem od 27 voditeljev držav in vlad pripada strankam PES, v Evropski komisiji pa ima 8 od 27 komisarjev.

## Zgodovina
Skupina socialistov je bila ena od prvih treh skupin, ki so 23. junija 1953 nastale ob ustanovitvi Evropske skupnosti za premog in jeklo. Skupna skupščina je bila predhodnica Evropskega parlamenta. V Luksemburgu sta bila ustanovljena urad za skupine in sekretariat. Po prvih evropskih volitvah leta 1979 je postala največja skupina v EP po številu evropskih poslancev. Od takrat je ostala največja ali druga največja skupina.
Leta 1987 je začel veljati Enotni evropski akt in skupina je začela sodelovati z Evropsko ljudsko stranko (ELS), da bi zagotovila večino, potrebno v postopku sodelovanja. Levo-desna koalicija med socialisti in ELS je od takrat v parlamentu prevladovala,  mesto predsednika parlamenta pa sta si skupini izmenjevali, seveda z nekaj izjemami.
Medtem so se nacionalne stranke, ki so sestavljale skupino, organizirale tudi na evropski ravni izven parlamenta in leta 1974 ustanovile Konfederacijo socialističnih strank Evropske skupnosti. Konfederacijo je leta 1992 nasledila Stranka evropskih socialistov (SES).   Posledično se je poslanska skupina 21. aprila 1993 preimenovala v Skupino Stranke evropskih socialistov.
Leta 1999 je Parlament zavrnil odobritev Santerjeve obravnave proračuna EU. Obtožbe o korupciji so bile osredotočene na dve komisarki SES, Édith Cresson in Manuelo Marína. Skupina je sprva podpirala Komisijo, pozneje pa ji odrekla podporo, zaradi česar je morala Komisija odstopiti. 
Skupina se je 20. julija 2004 v Evropskem parlamentu znova preimenovala v Skupino socialistov in si nadela nov logotip, s katerim je organizacijo skupine SES še dodatno ločila od evropske politične stranke SES.
Leta 2007 je bila skupina socialistov druga največja skupina v parlamentu, v kateri so bili poslanci iz vseh držav članic, razen dveh, Latvije in Cipra. Na evropskih volitvah leta 2009 je skupina poiskala dodatne člane v Demokratični stranki Italije, ki leta 2009 ni bila povezana s SES. Do konca parlamentarnega obdobja 2004–2009 je imela Demokratična stranka 8 poslancev v skupini socialdemokratov (prihajajo iz Demokratov levice), imela pa je tudi 8 poslancev v skupini ALDE. Demokratična stranka je "Big tent" levosredinska stranka, na katero močno vpliva socialdemokracija in krščanska levica, imela pa je poslance, ki so bili nekdanji krščanski demokrati ali so imeli drugačna politična stališča. Zato je bilo treba najti novo in bolj vključujoče ime skupine.
Skupina se je hotela imenovati Zveza socialistov in demokratov za Evropo (ASDE), vendar se je to ime zdelo preveč podobno Zvezi liberalcev in demokratov za Evropo (ALDE). Ime Progresivna zveza socialistov in demokratov je 18. junija predlagal predsednik skupine Martin Schulz, 23. junija 2009 pa se je preimenovala.  Angleška kratica je bila sprva nejasna, različno so poročali kot PASD, S&D Group ali PASDE. Nezadovoljstvo poslancev socialističnih skupin zaradi novega imena je povzročilo, da je Martin Schulz priznal, da se o imenu še razmišlja in da naj bi se skupina imenovala "Socialisti in demokrati", dokler se ne izbere končni naslov. 14. julija 2009, prvi dan konstitutivne seje mandata 2009–2014, je bilo polno formalno ime skupine Skupina naprednega zavezništva socialistov in demokratov v Evropskem parlamentu, kratica pa je bila S&D . 
Skupina S&D se je ob njeni uradni ustanovitvi, 22. maja 2013, pridružila Progressive Alliance in je članica upravnega odbora organizacije. Skupina je bila prej pridružena organizacija Socialistične internacionale.

## Predsedniki Evropskega parlamenta
Glej: Predsednik Evropskega parlamenta.

## Organizacija
Skupino vodita predsednik in urad podpredsednikov. Imajo tudi blagajnika in generalnega sekretarja.

### Predsedniki skupine
| #   | Predsednik           | State               | Mandat       | Mandat       |
| #   | Predsednik           | State               | Od           | Do           |
| --- | -------------------- | ------------------- | ------------ | ------------ |
| 1.  | Guy Mollet           | Francija            | 1953         | 1956         |
| 2.  | Hendrik Fayat        | Belgija             | 1956         | 1958         |
| 3.  | Pierre Lapie         | Francija            | 1958         | 1959         |
| 4.  | Willi Birkelbach     | Nemčija             | 1959         | 1964         |
| 5.  | Käte Strobel         | Nemčija             | 1964         | 1967         |
| 6.  | Francis Vals         | Francija            | 1967         | 1974         |
| 7.  | Georges Spénale      | Francija            | 1974         | 1975         |
| 8.  | Ludwig Fellermaier   | Nemčija             | 1975         | 1979         |
| 9.  | Ernest Glinne        | Belgija             | 1979         | 1984         |
| 10. | Rudi Arndt           | Nemčija             | 1984         | 1989         |
| 11. | Jean-Pierre Cot      | Francija            | 1989         | 1994         |
| 12. | Pauline Green        | Združeno kraljestvo | 1994         | 1999         |
| 13. | Enrique Barón Crespo | Španija             | 1999         | 2004         |
| 14. | Martin Schulz        | Nemčija             | 2004         | 2012         |
| 15. | Hannes Swoboda       | Avstrija            | 2012         | 2014         |
| 16. | Martin Schulz        | Nemčija             | 2014 (maj)   | 2014 (junij) |
| 17. | Gianni Pittella      | Italija             | 2014         | 2018         |
| 18. | Udo Bullmann         | Nemčija             | 2018 (marec) | 2019         |
| 19. | Iratxe García        | Španija             | 2019         |              |

### Generalni sekretarji
Trenutni/prejšnji generalni sekretarji skupine so naslednji:
- Manfred Michel (Zahodna Nemčija) c1970 – c1985
- Paolo Falcone (Italija) c1986–1989
- Julian Priestley (Združeno kraljestvo) 1989–1994
- Joan Prat (Španija) 1994–1999 (namestnik generalpolkovnika Richarda Corbetta)
- Christine Verger (Francija) 1999–2004
- David Harley (Združeno kraljestvo) 2004–2006
- Anna Colombo (Italija) [37] 2006–2014
- Javier Moreno Sanchez (Španija) 2014–2019
- Michael Hoppe (Nemčija) 2019–2021

## Člani iz Slovenije
Trenutna evropska poslanca iz Slovenije, ki sta člana skupine S&D sta:
- Milan Brglez, SD
- Matjaž Nemec, SD